# باسکم چال
باسکم چال، روستایی از توابع بخش مرکزی شهرستان آستارا در استان گیلان ایران است.

## جمعیت
این روستا در دهستان حیران قرار دارد و براساس سرشماری مرکز آمار ایران در سال ۱۳۹۵، جمعیت آن ۱۰ نفر (۴ خانوار) بوده‌است.